# Feelin' So Good
"Feelin' So Good" é uma canção da cantora Jennifer Lopez, do seu álbum de estreia On the 6, lançado como single no dia 25 de janeiro de 2000.  em parceria com os rappers Big Pun e Fat Joe. Essa música foi lançada como o quarto single do álbum, só que Jennifer Lopez queria que ela fosse o primeiro single do álbum ao em vez da música "If You Had My Love".

## Promoção
O videoclipe da música foi dirigido por Paul Hunter e filmado em  novembro 1999. em o Bronx.
É o último vídeo do qual Pun participaria antes de sua morte em 7 de fevereiro de 2000.
O vídeo começa com um texto branco que diz "Em memória de Christopher "Big Punisher" Rios (10 de novembro de 1971 - 7 de fevereiro de 2000)", Lopez deitada na cama atendendo ligações de Big Pun e Fat Joe. Ela logo desliga, toma seu café da manhã (dado pela mãe real de Lopez) e começa sua rotina diária. Ela é vista encontrando dinheiro na calçada, recebendo um contracheque e comprando roupas em uma liquidação, o que explica seu bom humor. Mais tarde, seus amigos (amigos reais de Lopez)  a buscam em sua casa, antes de pegarem o trem 6 para um clube. Há então uma pausa instrumental, onde Lopez e alguns dançarinos de apoio dançam a canção de 1972 de Manu Dibango "Soul Makossa". A batida de "Feelin 'So Good" retorna, e Pun e Joe a encontram no clube realizando seus raps. O vídeo termina com Lopez e seus amigos voltando para a estação e pegando o trem, com Lopez olhando pela janela escura, refletindo sobre seu dia.
Lopez cantou a música no [[Kid's Choice Awards] de 2000]. Lopez também cantou a música como convidada musical no 11º episódio (476º no geral) da 26ª temporada do Saturday Night Live em 5 de fevereiro de 2000. Na apresentação, ela apareceu como uma adolescente saindo furtivamente de casa à noite. Lopez cantou a música em seu show no Mohegan Sun em 2011. Além disso, foi incluída no setlist de sua Dance Again World Tour de 2012.

## Faixas e formatos
Estados Unidos CD single
1. "Feelin' So Good" (Thunderpuss Radio Mix) – 4:32
2. "Feelin' So Good" (Album Version com Big Pun e Fat Joe) – 5:26

Estados Unidos maxi CD single
1. "Feelin' So Good" (Album Version com Big Pun e Fat Joe)
2. "Feelin' So Good" (Bad Boy Single Mix com Big Pun e Fat Joe)
3. "Feelin' So Good" (Thunderpuss Radio Mix)
4. "Feelin' So Good" (HQ2 Radio Mix)
5. "Feelin' So Good" (Matt & Vito's Club Mix)
6. "Feelin' So Good" (HQ2 Club Mix)
7. "Feelin' So Good" (Thunderpuss Club Mix)
8. "Feelin' So Good" (Bad Boy Mix com P. Diddy e G. Dep)

## Prêmios e indicações
| Ano  | Prêmiação   | Categoria    | Resultado |
| ---- | ----------- | ------------ | --------- |
| 2000 | MOBO Awards | Melhor Vídeo | Indicado  |

## Desempenho
| Tabelas musicais (2000)                          | Melhor posição |
| ------------------------------------------------ | -------------- |
| Austrália - Australian ARIA Singles Chart        | 20             |
| Bélgica - Belgian Ultratop 50 Singles (Flanders) | 42             |
| Bélgica - Belgian Ultratop 40 Singles (Wallonia) | 24             |
| Canadá - Canadian Singles Chart                  | 7              |
| Países Baixos - Dutch Top 40                     | 30             |
| Alemanha - German Singles Chart                  | 39             |
| Nova Zelândia - New Zealand RIANZ Singles Chart  | 11             |
| Suécia - Swedish Singles Chart                   | 58             |
| Suíça - Swiss Singles Chart                      | 22             |
| Reino Unido - UK Singles Chart                   | 15             |
| Estados Unidos - Billboard Hot 100               | 51             |
| Estados Unidos - Hot R&B/Hip-Hop Songs           | 44             |
| Estados Unidos - Hot Dance Club Songs            | 1              |

### Vendas e certificações
| País      | Certificadora | Certificação | Vendas |
| --------- | ------------- | ------------ | ------ |
| Austrália | ARIA          | Ouro         | 35,000 |